# هيدروكسوكوبالامين
هيدروكسيكوبالامين (بالإنجليزية: Hydroxocobalamin)‏ المعروف أيضًا باسم فيتامين بي12(أ) وهيدروكسي-كوبالامين، هو فيتامين موجود في الطعام ويستخدم كمكمل غذائي. كمكمل غذائي، يتم استخدامه لعلاج نقص فيتامين بي12 بما في ذلك فقر الدم الخبيث. تشمل الاستخدامات الأخرى علاج التسمم بالسيانيد، ضمور ليبر البصري، والاعتلال العصبي البصري السام. يتم إعطاؤه عن طريق الحقن في العضل أو الوريد.
الآثار الجانبية قليلة بشكل عام. قد تشمل آثار الحقن الإسهال، الغثيان، هبات ساخنة، الحكة، ردود الفعل التحسسية، انخفاض البوتاسيوم في الدم، وارتفاع ضغط الدم. تعتبر الجرعات الطبيعية آمنة أثناء الحمل. لم يتم الإبلاغ عن أي جرعة زائدة أو سمية مع هذا الدواء. هيدروكسيكوبالامين هو الشكل الطبيعي من فيتامين بي12 وعضو في عائلة مركبات الكوبالامين. هيدروكسيكوبالامين، أو شكل آخر من أشكال فيتامين بي12، مطلوب من قبل الجسم لصنع الحمض النووي.
تم عزل هيدروكسيكوبالامين لأول مرة في عام 1949. إنه مدرج في قائمة منظمة الصحة العالمية للأدوية الأساسية. ينوفر هيدروكسيكوبالامين كدواء عام. تجاريا، يتم تصنيعه باستخدام واحد من عدة أنواع من البكتيريا.

## الاستخدامات الطبية

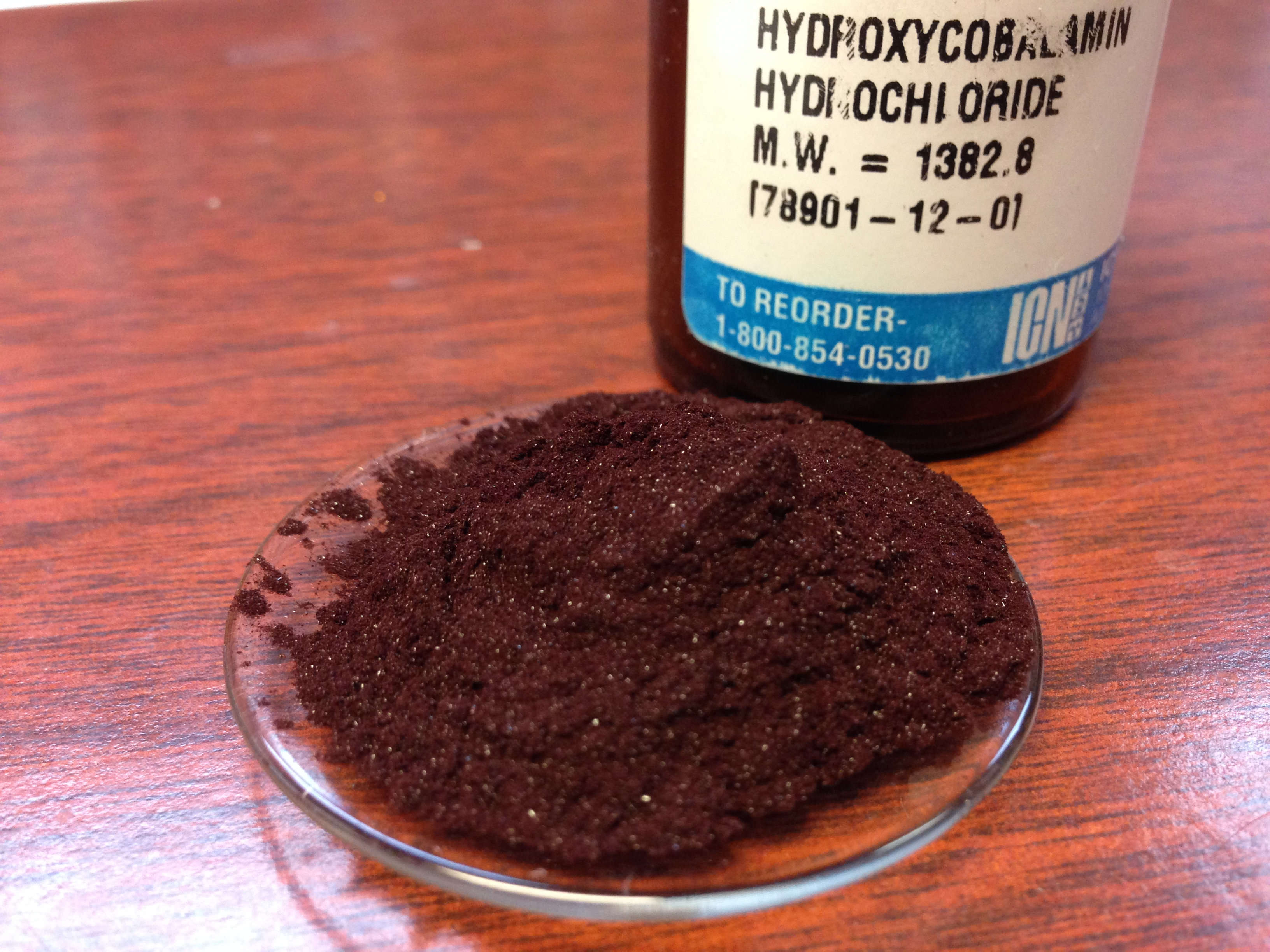
يتواجد هايدروكسوكوبالمين بشكل بلوري ذو لون أحمر في حالته الصلبة في شروط تخزين مناسبة.

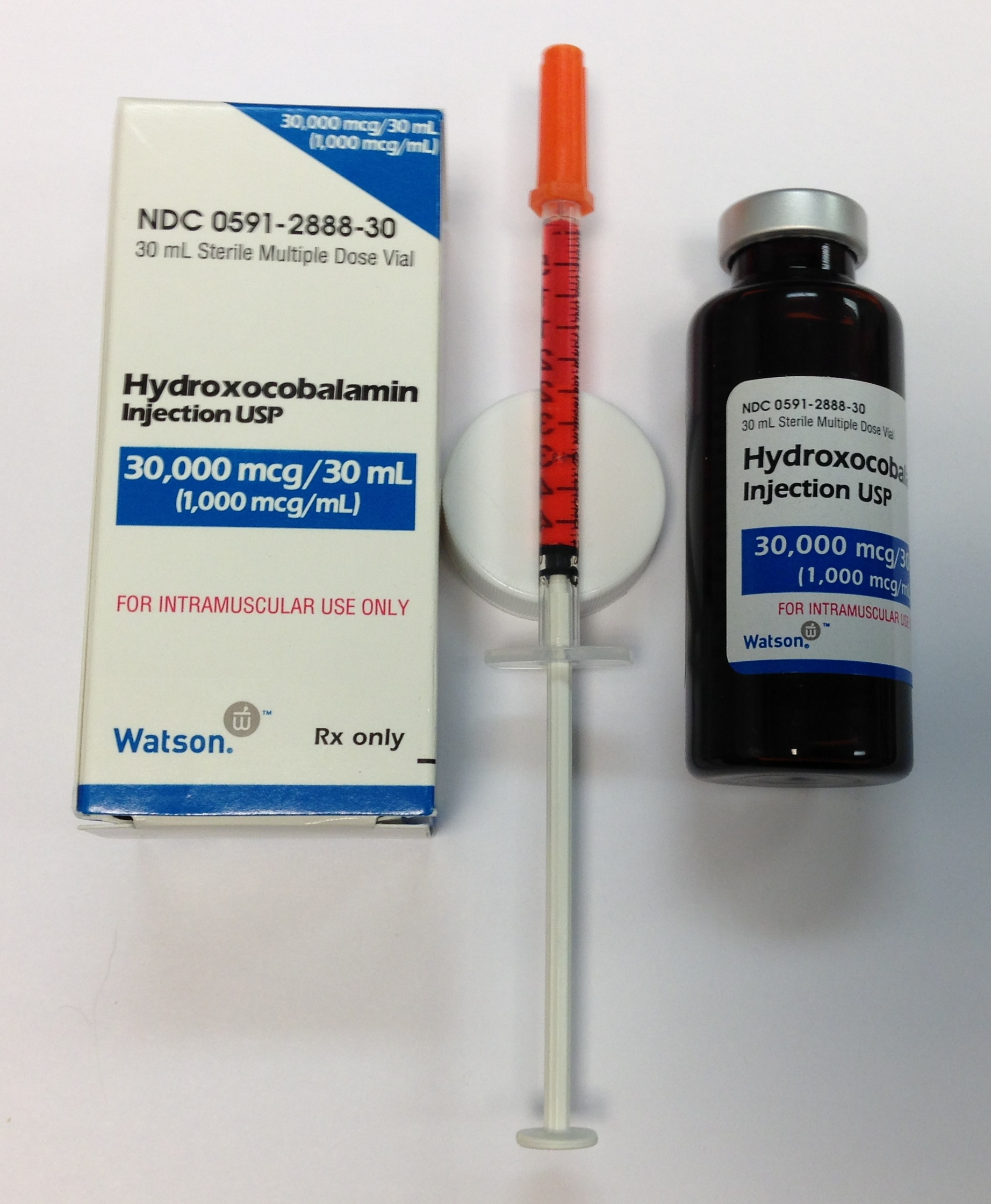
حقن الهيدروكسوكوبالامين USP (1000 ميكروغرام / مل) هو محلول سائل أحمر واضح. يظهر 500 ميكروغرام من فيتامين بي_{12} معد للحقن تحت الجلد.

### نقص فيتامين بي12
كان العلاج القياسي لعلاج نقص فيتامين بي12 هو الحقن العضلية (IM) أو الوريدية (IV) من الهيدروكسوكوبالامين (OHCbl)، لأن غالبية الحالات ترجع إلى سوء الامتصاص بواسطة الطريق المعوي. يتم استخدامه لمرضى الأطفال الذين يعانون من أمراض التمثيل الغذائي الكوبالامين الجوهرية، والمرضى الذين يعانون من نقص فيتامين بي12 الذين يعانون من الغمش بسبب التسمم بالسيانيد، والمرضى الذين يعانون من فقر الدم الخبيث الذين يعانون من الاعتلال العصبي البصري. يتم تفضيل الهيدروكسوكوبالامين عن بدائله. وذلك لأن الهيدروكسوكوبالامين يبقى في الجسم لفترة أطول، مما يقلل الحاجة إلى تكرار الحقن للوصول إلى المستوى المطلوب.
في مريض يعاني من نقص فيتامين بي12 تم تشخيصه حديثا، والذي يعرف عادة على أنه عندما تكون مستويات المصل 200 بيكوغرام / مل أو أقل. يتم إعطاء حقن العضلية اليومية من الهيدروكسوكوبالامين حتى 1000 ميكروغرام (1 ملغ) يوميا لتجديد مخازن الكوبالامين المستنفدة في الجسم. في وجود أعراض عصبية، بعد العلاج اليومي، يشار إلى الحقن لمدة تصل إلى أسبوعية أو كل أسبوعين لمدة ستة أشهر قبل بدء حقن العضلية الشهرية. بمجرد تأكيد التحسن السريري، ستكون هناك حاجة بشكل عام إلى مكملات صيانة فيتامين بي12 مدى الحياة.

### التسمم بالسيانيد
الهيدروكسوكوبالامين هو علاج الخط الأول للأشخاص الذين يعانون من التسمم بالسيانيد. يحول هيدروكسوكوبالامين السيانيد إلى سيانوكوبالامين الأقل سمية بكثير. يتم تطهير السيانوكوبالامين كلويا. أصبح استخدام الهيدروكسوكوبالامين الخط الأول بسبب انخفاض ملف المخاطر السلبية، والبداية السريعة للعمل، وسهولة الاستخدام في بيئة ما قبل المستشفى.

### هيدروكسوكوبالامين عن طريق الحقن
يستخدم حقن الهيدروكسوكوبالامين لتصحيح الأسباب التالية لنقص فيتامين بي12 (قائمة مأخوذة من ملصق وصفة الدواء التي نشرتها إدارة الغذاء والدواء الأمريكية)
- النقص الغذائي في فيتامين بي12 الذي يحدث في النباتيين الصارمين وفي أطفالهم الذين يرضعون رضاعة طبيعية (نقص فيتامين بي12المعزول نادر جدا)
- سوء امتصاص فيتامين بي12 الناتج عن تلف المعدة، حيث يفرز العامل الجوهري "فقر الدم الخبيث"، أو تلف اللفائفي، حيث يسهل العامل الجوهري امتصاص فيتامين بي12. تشمل هذه الحالات أيضا الذرب الاستوائي والذرب غير الاستوائي (الداء البطني).
- إفراز غير كاف للعامل الجوهري، ناتج عن الآفات التي تدمر الغشاء المخاطي في المعدة (والتي يمكن أن يكون سببه ابتلاع المواد الحارقة، الأورام الخبيثة، والظروف المرتبطة بضمور المعدة، مثل التصلب المتعدد، وبعض اضطرابات الغدد الصماء، نقص الحديد، استئصال المعدةدون الكلي).
- تقرحات بنوية تؤدي إلى نقص فيتامين بي12 كالتهاب اللفائفي المحلي، والسرطان.
- المنافسة على فيتامين بي12 بواسطة الطفيليات المعوية أو البكتيريا. تمتص الدودة الشريطية من الأسماك غير المطبوخة جيدا (العوساء) كميات هائلة من فيتامين بي12، وقد تكون مرتبطة بالمرضى المصابون بضمور المعدة. قد تؤدي متلازمة العروة العمياء إلى نقص فيتامين بي12أو الفولات.
- الاستخدام غير الكافي لفيتامين بي12، والذي قد يحدث إذا تم استخدام مضادات الأيض للفيتامين في علاج الأورام.

فقر الدم الخبيث هو السبب الأكثر شيوعا لنقص فيتامين بي12. في حين أنه يشير تقنيا إلى فقر الدم الناجم على وجه التحديد عن نقص العامل الحوهري المناعي الذاتي، إلا أنه قد يستخدم للإشارة إلى فقر الدم الناجم عن نقص فيتامين بي12 ككل، بغض النظر عن السبب.

## الآثار الجانبية
تدل البيانات البحثية أن دواء هايدروكسوكوبالمين يعتبر آمنا في حالات التسمم موضعيا أو جسميا.
وبعد الدراسات التي تمت على العديد من النماذج الحيوانية وعلى الإنسان أثبت هايدروكسوكوبالمين قدرته السريعة على إزالة سمية السيانيد حتى في جرعاته الدوائية العالية التي وصلت إلى 140ملغ/كغ لذلك فقد تم دعم استخدامه وريديا لعلاج حالات التسمم بالسيانيد، وفي نهاية عام 2006 وافقت منظمة الغذاء والدواء الأمريكية على استخدام حقن هايدروكسوكوبالمين لعلاج تلك الحالة.

## الخصائص
توجد إبر خلات هايدروكسوكوبالمين بشكل محلول عديم الرائحة وبلون أحمر داكن صاف، ويبلغ معامل التوزع 1.133*10-5 ويبلغ ثابت تفكك الحمض 7.65.

## آلية العمل
ينتسب فيتامين ب 12 إلى مجموعة من المركيات تسمى بالكوبالمين، وهذه المركبات موجودة في جسم الإنسان بعدة أشكال متحولة فيما بينها. ويعد فيتامين ب 12 وحمض الفوليك من أهم العوامل الضرورية لصناعة الحمض النووي للخلايا. وتعمل مركيات كوبالمين كعوامل مساعدة في الخلية على تفاعلين خلويين وهما:
- تحويل حمض ميثيل مالونيل إلى مركب السكسنات بواسطة إنزيم موتاز ميثيل مالونيل في الميتوكوندريا وهذا التفاعل يربط عملية استقلاب الدهون والسكريات
- تنشيط إنزيم صناعة الميثيونين والذي يعد الخطوة المحددة في تحويل الهوموسيستين و5-ميثيل رباعي الفولات إلى ميثيونين.

تمتاز مركبات كوبالمين باحتوائها على حلقة بورفيرين وذرة كوبالت واحدة مرتبطة بنيكليوتيد بينزميدازول ومجموعة R مختلفة تعطي أربع أنواع من مركبات الكوبالمين وهي: سيانوكوبالمين، ميثيلكوبالمين, 5- ديوكسي ادينوسيل كوبالمين وهيدروكسوكوبالمين.
يعتبر سينانوكوبالمين وهيدروكسوكوبالمين هما الشكلان اللذان يتم تخزين ونقل الفيتامين عن طريقهما في الدم أما الشكلان الآخران فيستخدمان في نمو تكاثر الخلية كمساعدي تفاعل للإنزيمات.
يتحول مركب سيانوكوبالمين إلى هيدروكسوكوبالمين في الدم والذي يتحول بدوره إلى ميثيلكوبالمين أو 5-ديوكسيأدينوسيل كوبالمين، وتنتقل مركبات الكوبالمين في الدم عن طريق بروتينات تدعى نواقل الكوبالمين وهابتوكورين.
وتعتبر قوة ارتبط هايدروكسوكوبالمين بالبروتين الناقل أعلى من السيانوكوبالمين أو 5-ديوكسي أدينوسيل كوبالمين.
يتواجد فيتامين ب 12 بشكله الغعال كمساعد إنزيم داخل الخلايا بشكلين وهما: ميثيلكوبالمين و5_ديوكسي أدينوسيل كوبالمين، وفي حال نقص فيتامين ب 12 يتوقف تحويل المثيل مالونيل كو أي إل ساكسينيل كو أي وصناعة الحموض الدهنية تصبح شاذة.
يعد تفاعل الفولات بالكوبالمين هاما لصناعة مركبات البيورين والبيرميدين وعملية نقل مجموعة ميثيل إلى الكوبالمين تعد أساسية لتوفير كمية كافية من مركب تيتراهايدروفولات والذي يستخدم في عمليات الأيض.
في حالة نقص فيتامين ب 12 تستجيب الخلية عن طريق إعادة توجيه طريق صناعة الفولات لتزويد الخلية بكميات من ميثل تيتراهايدروفولات وبالتالي زيادة تركيز مركبات الهوموسيستين وحمض الميثيل مالونيل والتي نجدها عادة بتراكيز عالية في دم الأشخاص المصابين بنقص ب 12 وتنخفض عند تعويض نقص الفيتامين، ومع ذلك قد تبقى تراكيز مركبات ميثل مالونيل والهوموسيستين مرتفعة عند المرضى الذين تكون نسبة فيتامين ب 12 لديهم بين 200 إلى 350 بيكوغرام/مل.
عند تناول مكملات ب 12عند نقصها فإن الخلايا تقوم بتخزين كميات من الكوبالمين داخلها وتحافظ على المستويات اللازمة من مساعدي الإنزيم الفعال وهما: ميثل كوبالمين وديوكسي أدينوسل كوبالمين.